# Flugzeugmuster
Flugzeugmuster, synonym mit Flugzeugtypen, sind Baureihen, Versionen oder Varianten von Flugzeugen. In Europa werden für bestimmte zivile Flugzeugmuster durch die Europäische Agentur für Flugsicherheit (EASA) Musterzulassungen ausgesprochen, damit nicht jedes einzelne Luftfahrzeug einzeln zugelassen werden muss. Für einzelne Luftfahrzeuge ohne Musterzulassung kann die EASA auch eine Experimentalzulassung (Einzelstückzulassung) erteilen.
Das deutsche Luftfahrt-Bundesamt (LBA) ist auch für die Mitwirkung bei der Musterzulassung deutscher Muster in Staaten außerhalb der EU zuständig.